# Josef Buemberger
Josef Buemberger (ur. 19 grudnia 1904, zm. 20 maja 2001) – austriacki zapaśnik walczący w stylu klasycznym. Olimpijczyk z Berlina 1936, gdzie zajął czternaste miejsce w wadze koguciej.

## Letnie Igrzyska Olimpijskie 1936
| Konkurencja          | Rundy eliminacyjne | Rundy eliminacyjne | Klas. końcowa |
| Konkurencja          | Przeciwnik I       | Przeciwnik II      | Miejsce       |
| -------------------- | ------------------ | ------------------ | ------------- |
| 56 kg styl klasyczny | Ali Irfan (EGY) P  | Evald Sikk (EST) P | 14.           |